# Lampsilis ovata
Lampsilis ovata är en musselart som först beskrevs av Thomas Say 1817.  Lampsilis ovata ingår i släktet Lampsilis och familjen målarmusslor. IUCN kategoriserar arten globalt som nära hotad. Inga underarter finns listade i Catalogue of Life.